# Marché aux poissons (Bueckelaer)
Pour l’article homonyme, voir Marché aux poissons.
Le Marché aux poissons est une peinture à l'huile sur toile réalisé en 1570 par le peintre flamand de la Renaissance Joachim Bueckelaer, conservée au musée de Capodimonte de Naples. Une version plus ancienne (1568) de ce tableau se trouve au Musée des Beaux-Arts de Strasbourg.

## Description
Le tableau présente à l'arrière-plan un paysage avec des tours et une vue sur un lac. Derrière une arcade, on reconnait un épisode de l'Évangile : l'Apparition du Christ au lac de Tibériade (Jean 21, 1-14), mais de dimension si réduite qu'il reste anecdotique par rapport à la représentation du marché au poisson qui occupe le devant de la scène. L'œuvre suit ici la modalité courante de la nature morte inversée, pratique courante dans la seconde moitié du XVIe siècle dans les Flandres.
Le centre de la scène est occupé par la marchande, dont le regard frontal interpelle directement le spectateur. À droite, une autre femme, est représentée alors qu'elle entre en scène ; le plateau de poissons qui lui fait face semble orienter l'attention vers la minuscule scène religieuse.

## Analyse
Le plan chromatique du tableau joue sur les accords de couleur rougeâtre de la chemise de la poissonnière et de la jupe de l'autre femme ainsi que sur les tonalités roses de la blouse de la marchande, du saumon et des viscères de la raie. La peau de la poissonnière rivalise d'éclat avec celle de certains poissons, notamment le mérou que l'homme tient à la main. Ce personnage entre par ailleurs en résonance avec la femme, grâce à la position identique du bras tendu vers l'avant. Une correspondance s'instaure entre le regard vif de la marchande et les yeux agonisants des nombreux poissons de l'étal : les produits de la mer et les figures humaines sont en étroite corrélation.
Certains poissons, comme les deux gros poissons dans l'angle gauche, exposent leur ventre plutôt que leur livrée, avec des queues qui convergent en direction du visage de la poissonnière : ce choix permet de montrer les œufs, signe de fécondité. Par ailleurs, dans l'espace réduit qui s'ouvre au centre de la représentation, entre le corps et les bras tendus de la marchande, un certain nombre de moules aux valves ouvertes sont disposées, que de nombreuses cultures associent à l'organe sexuel féminin. Les correspondances entre masculin et féminin, entre êtres humains et poissons, tendent à souligner la fertilité, tout comme dans l'Apparition du Christ au lac de Tibériade, où les filets des apôtres semblent fécondés et remplis de poissons par la volonté salvatrice de Jésus.

## Exposition
Cette peinture est exposée dans le cadre de l'exposition Les Choses. Une histoire de la nature morte au musée du Louvre du 12 octobre 2022 au 23 janvier 2023, parmi les œuvres de l'espace nommé « Accumulation, échange, marché, pillage ».

Détails.
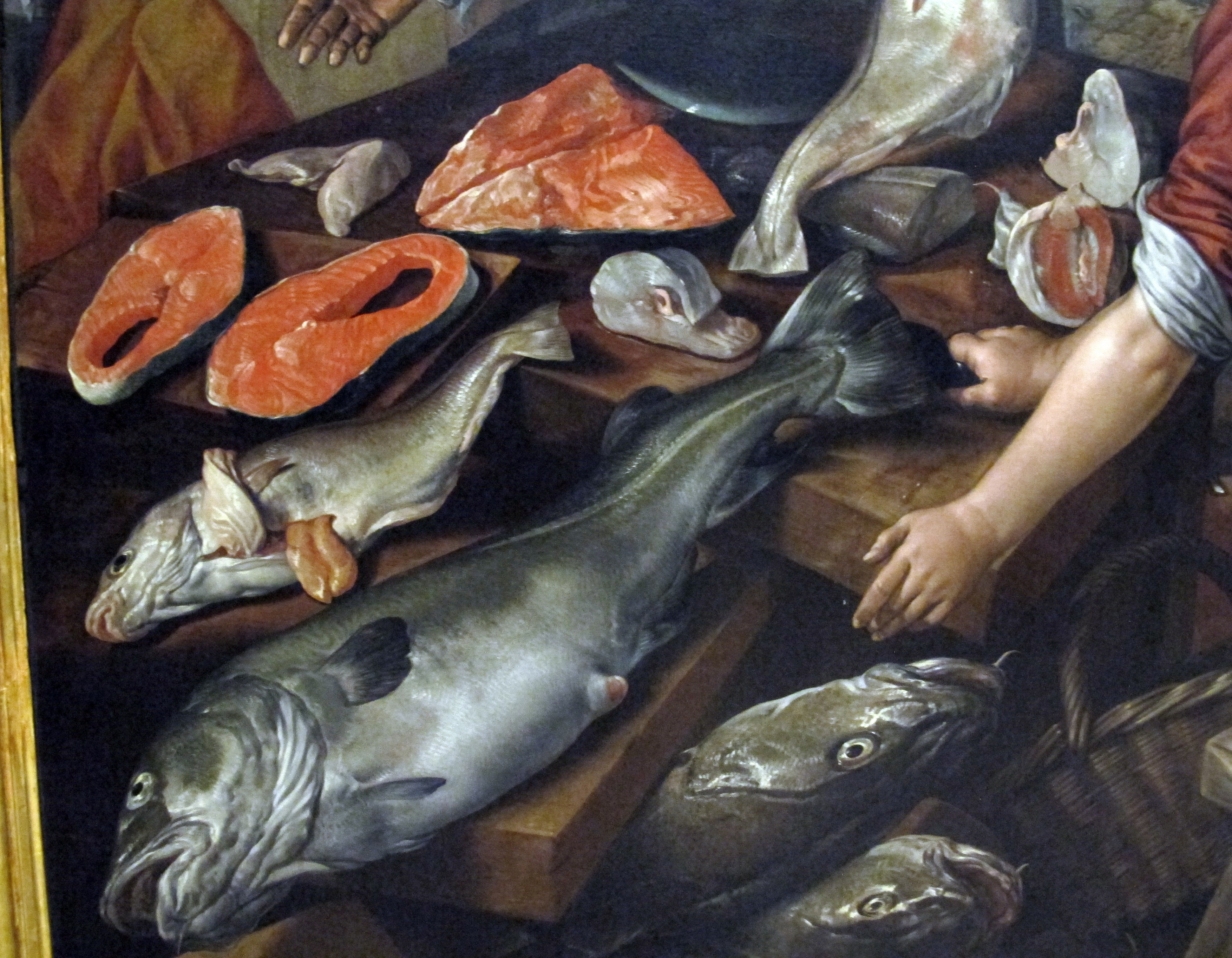
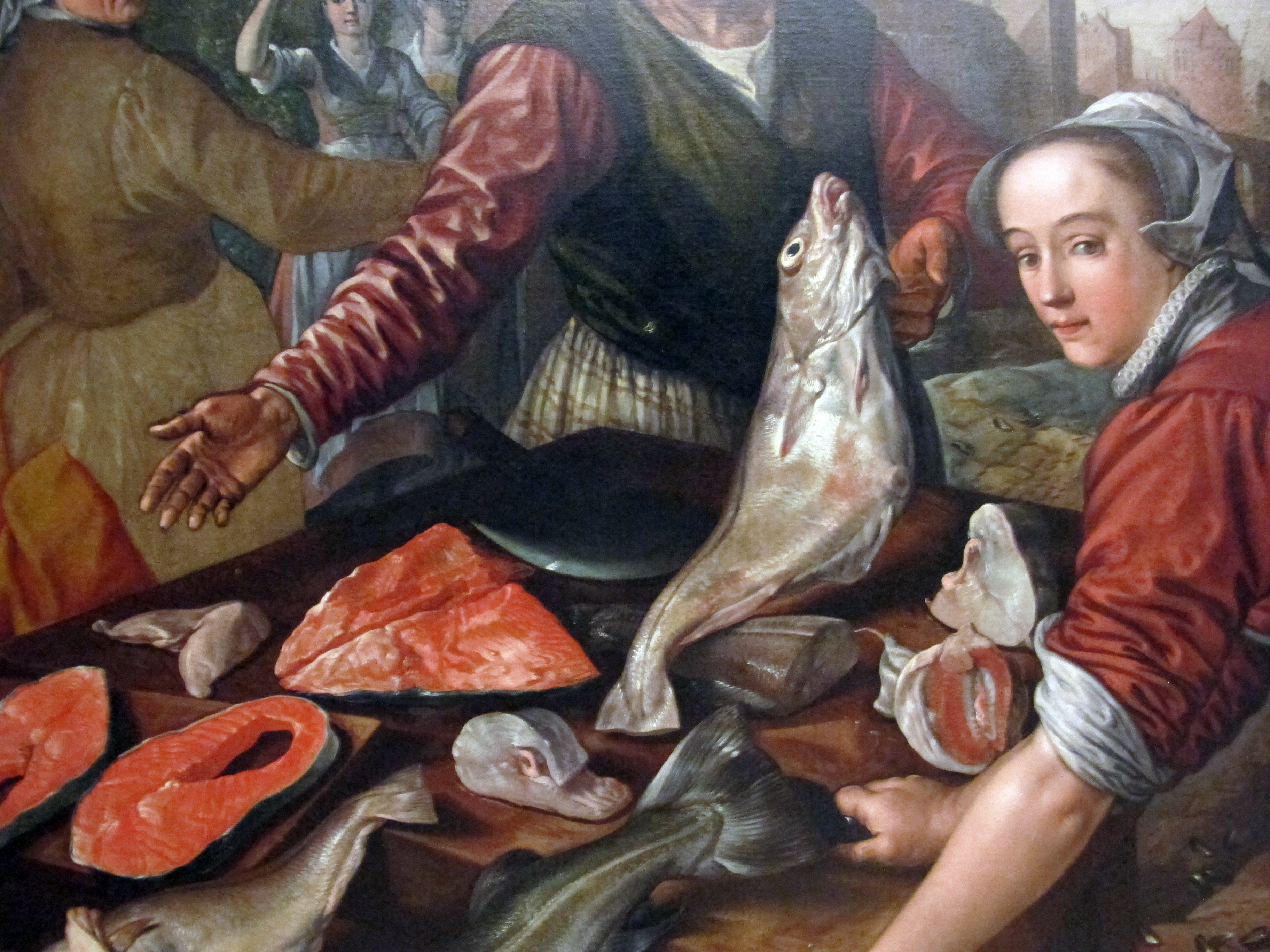